# Carla Nieto
Carla Nieto Geli (Gerona, 30 de noviembre de 1983) es una actriz española.

## Biografía
Nacida en Gerona, hija de la política Marina Geli, y de Rafael Nieto, empezó en el mundo de la interpretación debido a que su padre es actor amateur. Tras finalizar bachillerato se trasladó a Barcelona para estudiar Filología Hispánica y Arte Dramático. Tras tres años en el Institut del teatre, y varios papeles en la televisión catalana se trasladó a Madrid. Allí, en 2007, obtuvo su primer papel importante interpretando a Claudia Gaytán de Arzuaga durante las tres temporadas que duró la serie El síndrome de Ulises. Ese mismo año debutó en la gran pantalla con Café solo o con ellas y Las 13 rosas.
En 2009 se incorporó al repartó de Acusados donde encarnó a Patricia Domenech Ballester, una de las dos hijas de Rosa Ballester (Blanca Portillo). Concluida la serie en 2011 fue Iris en Ángel o demonio. En 2015, engrosó el reparto de la veterana serie Cuéntame como pasó como Nuka.

## Trayectoria

### Televisión
- Porca misèria como mujer incauta (2004).
- Lo Cartanyà (capitular) (2005).
- A tortas con la vida (2005).
- Ventdelplà como Anaïs (2005-2006).
- Amar en tiempos revueltos como Ramona (2006).
- La Vía Augusta como Màrcia (2007).
- Yo, el desconocido como Olga (2007), telefilme.
- El comisario (2007).
- El caso Wanninkhof como Cristina (2008) telefilme.
- El síndrome de Ulises como Claudia Gaytán de Arzuaga (2007-2008).
- Acusados como Patricia Domenech Ballester (2009-2010).
- Ángel o demonio como Iris (2011).
- Fenómenos como Caye (2012).
- Cuéntame cómo pasó como Nuka (2015).

### Cine
| Año  | Película                       | Personaje      | Director               | Género                    | Duración |
| ---- | ------------------------------ | -------------- | ---------------------- | ------------------------- | -------- |
| 2002 | Hypnotized                     |                | Juan Curi              |                           |          |
| 2006 | El efecto Rubik (cortometraje) |                | Peris Romano           |                           |          |
| 2007 | Café solo o con ellas          | Carmen         | Álvaro Díaz Lorenzo    | Comedia                   | 1h 39 m  |
| 2007 | Las 13 rosas                   | Pilar Gabaldón | Emilio Martínez-Lázaro | Drama/ Historia           | 1h 40 m  |
| 2009 | Trash                          | Alicia         | Carles Torras          | Drama                     | 1h 31 m  |
| 2010 | Lope                           | María de Vega  | Andrucha Waddington    | Drama/ Historia           | 1h 46 m  |
| 2012 | REC 3: Génesis                 | Rebeca Viñas   | Paco Plaza             | Terror/Suspenso           | 1h 20 m  |
| 2016 | Noctem                         | Carla          | Marcos Cabotá          | Intriga/ Terror           | 1h 31 m  |
| 2017 | Consciencia                    | Elizabeth      | Sergio Peña            | Drama                     | 1h 30 m  |
| 2017 | Yo soy guerrillero             | Beatriz        | Sergio Sánchez Suárez  | Comedia                   | 1h 44 m  |
| 2018 | Si yo fuera tú                 | Vanessa        | Alejandro Lubezki      | Comedia                   | 1h 30 m  |
| 2020 | Sin origen                     | Tabatha        | Rigoberto Castañeda    | Thriller/ Ciencia ficción | 1h 33 m  |
| 2022 | La fortaleza                   | Paula          | Chiqui Carabante       | Comedia                   |          |

### Teatro
- Freaks, de Tod Browning, dirigida por Ferran Audí.
- Madame de Sade, de Yukio Mishima, dirigida por Jordi Godall
- Poques vergonyes, dirigida por Fermí Fernández.

### Videoclips
- 2009, Mundo frágil de Sidecars.